# Цветан Цеков – Карандаш
Цветан Иванов Цеков – Карандаш е български художник-карикатурист и илюстратор.

## Биография
Роден е на 24 ноември 1924 г. в с. Махалата, днес част от град Искър, област Плевен.
През 1947 г. завършва живопис в Художествената академия в класа на професор Дечко Узунов. Още преди да постъпи в Академията учи основи на рисуването при големия български карикатурист Илия Бешков. Псевдонима Карандаш (молив на руски) му измисля журналистът Стоян Нейков, главен редактор на вестник „Нашенец“.
Съосновател и член на редколегията на хумористичния вестник „Стършел“, Карандаш редовно публикува там карикатури, за които са характерни остра политическа тематика, лаконичност на рисунъка и отсъствие на текст.
Освен в областта на карикатурата Карандаш работи и илюстрации и плакати. Илюстрира детски книги от Асен Босев и Михаил Лъкатник. Съществено място в творчеството му заема образът на революционера Христо Ботев, противопоставен на осмивани от художника съвременни явления и образи.
Карандаш участва в международни изложби на карикатурата в Берлин, Братислава, Будапеща, Монреал, Пекин, Токио и др. От изложбата „Сатирата в борба за мир“ в Москва, 1969 г. се връща със златен медал. Има самостоятелни изложби в София, гр. Искър (тогава Пелово) и Плевен. Носител е на първата награда на СБХ за карикатура на името на Илия Бешков (1971), двукратен носител на орден „Кирил и Методий“, II степен.
През последните десетилетия се занимава с изследване на златното сечение и картинната геометрия в творчеството на Леонардо да Винчи.
На 5 май 2005 г. Карандаш изнася първата си публична лекция по тази тема в рамките на пролетната лектория „Единство на времената“. Също през 2005 година основава Лабораторията по нестандартна геометрия. На 10 април 2006 г., за първи път заедно с новите си колеги, изнася информация за дейността на лабораторията в Аулата на НБУ. Впоследствие лекции са провеждани в БАН и Федерацията на научно-техническите съюзи.
През 2009 г. подготвя поредица от статии за „Списание 8“, от които се публикува само 1-вата „Унищожиха „Тайната вечеря“.
На 24 ноември 2009 г. в Национална библиотека „Св. св. Кирил и Методий“ открива Юбилейна изложба „В лабиринта на Леонардо“ под патронажа на Министерството на културата.
Умира на 2 февруари 2010 г.